# Grallaria varia
Grallaria varia е вид птица от семейство Grallariidae.

## Разпространение
Видът е разпространен в Аржентина, Бразилия, Венецуела, Гвиана, Парагвай, Перу, Суринам и Френска Гвиана.